# Дракон на желанията
„Дракон на желанията“ (на английски: Wish Dragon) е компютърна анимация от 2021 година по сценарий и режисурата на Крис Апълханс. Продуциран от Кълъмбия Пикчърс, Сони Пикчърс Анимейшън, Beijing Sparkle Roll Media Corporation, Tencent Pictures, Base FX, Flagship Entertainment Group, Boss Collaboration и Cultural Investment Holdings. Озвучаващия състав се състои от Джими Уонг, Джон Чу, Констанс Ву, Наташа Лиу Бордицо, Джими О. Йанг, Арън Йу, Уил Юън Лий и Рони Чиенг. Джаки Чан продуцира филма и озвучава ролята на Чу в китайската версия. Героите са озвучени от китайските и английските издания на филма.
„Дракон на желанията“ е пуснат по кината в Китай на 15 януари 2021 г. и международно от Нетфликс на 11 юни 2021 г.